# Dominik Bukowski
Dominik Bukowski (* 1977 in Danzig) ist ein polnischer Jazzmusiker (Vibraphon, Komposition).

## Wirken
Bukowski erlangte auf dem musischen Gymnasium in Elbląg 1996 die Hochschulreife. Danach begann er an der Musikakademie Danzig ein Instrumentalstudium, das er 1998 an der Abteilung für Jazzmusik der Musikakademie Katowice fortsetzte, wo er 2002 seinen Abschluss machte.
Bereits während des Studiums entstand sein Blue Mind Quartet, mit dem er 2002 das gleichnamige Album vorlegte. In Sextettbesetzung entstand sein Album Projektor (2005), das die Zeitschrift Jazz Forum als eines der zehn besten Alben des Jahres 2005 bewertete. Weitere Alben unter eigenem Namen folgten; sie entstanden häufig in der Quartettbesetzung.
Bukowski konnte zum Jazz Jantar Festival den Trompeter Amir ElSaffar einladen, mit dem er polnisches Liedgut nach der Art eines orientalischen Maqam erklingen ließ. Das resultierende Live-Album Sufia (2016) erhielt viele positive Kritiken ebenso wie Transatlantyk (2019). In der Band Orange Trane kam es zur Zusammenarbeit mit Soweto Kinch (Interpersonal Lines). Ronny Graupe holte ihn neben Phil Donkin und Oliver Steidle in sein Quartett Off the Record, mit dem 2022 das Album The Call entstand.
Weiterhin arbeitete Bukowski mit dem Cikada Quartet, Nigel Kennedy, Tim Hagans, Janusz Muniak/Jan Ptaszyn Wróblewski (Illinois Jacquet in Memoriam), Leszek Możdżer, Maciej Sikała, Zbigniew Namysłowski und anderen. Er ist auf vielen polnischen Jazzfestivals, in den meisten europäischen Ländern, in Kanada, Indonesien und Israel aufgetreten. Er ist auch auf Alben von Marcin Gawdzis, Dorota Miśkiewicz und Krystyna Stańko zu hören.
Bukowski komponierte auch die Musik zu einigen Theater- und Ballettaufführungen. Seit 2021 ist er zudem als Dozent an der Musikakademie in Danzig tätig.

## Preise und Auszeichnungen
1999 wurde Bukowski mit seinem Blue Mind Quartet beim Ogólnopolski Przegląd Młodych Zespołów Jazzowych i Bluesowych in Gdynia mit einem Sonderpreis ausgezeichnet. 2002 errang die Band den ersten Preis beim Jazzwettbewerb in Bielsko-Biala, und Bukowski erhielt die Statuette Jazz Angel 2002. 2010 wurde sein Album Vice Versa für den Fryderyk nominiert. 2011 ehrte ihn der Marschall der Woiwodschaft Pommern mit dem Pommerschen Kunstpreis. 2013 wurde das Album Kropla Slowa von Krystyna Stanko, für das er den Großteil der Musik komponiert hat, von der Zeitschrift Jazz Forum zum besten Album des Jahres gewählt. Vom Jazz Forum wurde er außerdem 2020 und 2021 als bester Vibraphonist in Jazz Top ausgezeichnet (in deren Umfragen nahm er bereits seit langem Platz 2 ein).

## Diskographische Hinweise
- Emil Kowalski, Dominik Bukowski, Janusz Macek Mackiewicz: Kolędy (Jazz Art Collection 2002)
- Projektor (Allegro 2005, mit Wojciech Staroniewicz, Łukasz Poprawski, Piotr Lemańczyk, Hubert Zemler, Paweł Grabowski)
- Times Get Changed (Ecnalubma 2008, mit Piotr Wojtasik, Łukasz Poprawski, Jacek Namysłowski, Maciej Szczyciński, Sebastian Frankiewicz)
- Vice Versa (Soliton 2009, Joonatan Rautio, Piotr Lemańczyk, Ville Pynssi)
- Dominik Bukowski Quartet SUFiA (Fundacja Słuchaj 2016, mit Amir ElSaffar, Adam Żuchowski, Patryk Dobosz)
- Dominik Bukowski Quartet Transatlantyk (Soliton 2019, mit Emil Miszk, Adam Żuchowski, Patryk Dobosz)
- Dominik Bukowski, Dominik Kisiel Delta Scuti (Go North 2021)[5]
- Vas, Bukowski, Szmańda Open-Closed Principle (SJ 2022)